# Maniola fulvopicta
Maniola fulvopicta är en fjärilsart som beskrevs av Heinrich 1925. Maniola fulvopicta ingår i släktet Maniola och familjen praktfjärilar. Inga underarter finns listade i Catalogue of Life.